# Vízműdomb
Vízműdomb vagy Benkó-domb Kecskemét Máriaváros nevű városrészében található mesterséges kiemelkedés, amelyet a mellette lévő csónakázótó kotrásakor kitermelt földből emeltek 1976 és 1986 között. 49 méter magas, teteje eléri a 160 méteres tengerszint feletti magasságot, ez egyben a térség legmagasabb pontja is. A domb a Széktói Benkó Zoltán Szabadidőközpont területén áll, megépítése Benkó Zoltán, az Észak-Bács-Kiskun Megyei Vízmű Vállalat igazgatójának ötlete volt, aki az építkezés irányításában és szervezésében is részt vett. Helyi jelentőségű védett természeti területen áll, lábánál tanösvény is húzódik.